# I Wish (Stevie Wonder)
I Wish è una canzone scritta, prodotta e registrata da Stevie Wonder nel 1976, pubblicata come primo singolo estratto dall'album Songs in the Key of Life.
Nel 1999, Will Smith registrò il brano Wild Wild West, campionando I Wish in chiave hip hop. Stevie Wonder comparve nel video prodotto per Wild Wild West. La canzone fu anche oggetto di cover da parte di Patti LaBelle, Fantasia e Yolanda Adams per la colonna sonora del film d'animazione Happy Feet. Altre versioni del brano sono state registrate da Donny Osmond, dai Widespread Panic, da Francesca Pettinelli e da Melanie C.

## Tracce
1. I Wish – 3:55
2. You and I – 4:37

## Classifiche
| Classifica (1976-77)      | Posizione più alta |
| ------------------------- | ------------------ |
| U.S. Billboard Hot 100    | 1                  |
| U.S. R&B Chart            | 1                  |
| Adult Contemporary Tracks | 1                  |
| Regno Unito               | 5                  |
| Paesi Bassi               | 4                  |
| Italia                    | 6                  |